# Chain Reaction (песня Дайаны Росс)
«Chain Reaction» (с англ. — «Цепная реакция») — песня, записанная американской певицей Дайаной Росс для её пятнадцатого студийного альбома Eaten Alive.

## История
Песня «Chain Reaction» появилась в альбоме самой последней. Тем не менее певица всё ещё находилась в поиске лид-сингла. Барри, Робин и Морис Гиббы написали эту песню не для Росс, однако когда певица услышала демо, она попросила запись её. Авторы решили написать музыку в стилистике песен «The Supremes». Песня должна была стать лид-синглом альбома, но в RCA Records решили иначе.

## Музыкальное видео
Режиссёром музыкального видео стал Дэвид Маллетт. Видеоклип стал пародией на типичные телевизионные выступления 1960-х годов и мейнстримных клипов 1980-х годов.

## Коммерческий приём
В ноябре 1985 года песня была выпущена в США в качестве второго сингла и прошла практически незамеченной, добравшись лишь до 95 места в Billboard Hot 100 и 85 в Hot Black Singles. В феврале сингл был издан уже во всём мире, где его ждал успех. Песня возглавила чарты Великобритании, Австралии и Ирландии, а также вошла в двадцатку лучших в Новой Зеландии, ЮАР, Германии, Франции, Швейцарии. В США также бел перевыпуск сингла в виде ремикса, благодаря чему песня попала в десятку танцевального чарта, при этом в «горячей сотне» сингл поднялся лишь до 66 позиции (это последняя на сегодняшний день песня Росс, попавшая в данный чарт).
В 1993 году в честь тридцатилетия карьеры Росс был выпущен ремикс на песню в Европе. Песня вновь вошла в чарты Великобритании и Ирландии.

## Чарты
| Чарты (1985-86)                           | Пиковая позиция |
| ----------------------------------------- | --------------- |
| Австралия (Kent Music Report)             | 1               |
| Бельгия/Фландрия (Ultratop 50)            | 35              |
| Канада (The Record)                       | 25              |
| Канада (RPM Top Singles)                  | 40              |
| Франция (SNEP)                            | 20              |
| Германия (GfK)                            | 11              |
| Ирландия (IRMA)                           | 1               |
| Нидерланды (Single Top 100)               | 40              |
| Нидерланды (Dutch Top 40 Tipparade)       | 2               |
| Финляндия (Suomen virallinen singlelista) | 15              |
| Франция (IFOP)                            | 20              |
| Новая Зеландия (Recorded Music NZ)        | 3               |
| ЮАР (Springbok Radio)                     | 4               |
| Швейцария (Schweizer Hitparade)           | 20              |
| Великобритания (OCC UK Singles)           | 1               |
| США (Billboard Hot 100)                   | 66              |
| США (Billboard Adult Contemporary)        | 25              |
| США (Billboard Dance Club Songs)          | 7               |
| США (Billboard Hot R&B/Hip-Hop Songs)     | 85              |
| США (Cash Box Top 100)                    | 77              |
| Чарты (1993)                              | Пиковая позиция |
| Ирландия (IRMA)                           | 26              |
| Великобритания (OCC UK Singles)           | 20              |

| Чарты (1986)                       | Позиция |
| ---------------------------------- | ------- |
| Австралия (Kent Music Report)      | 1       |
| Новая Зеландия (Recorded Music NZ) | 36      |
| Великобритания (UK Singles)        | 2       |

## Сертификации и продажи
| Регион | Сертификация | Продажи  |
| --- | ------------ | -------- |
| Великобритания (BPI) | Золотой      | 500 000^ |
| * Данные о продажах приведены только на основе сертификации. ^ Данные о тиражах приведены только на основе сертификации. |              |          |